# Portrait of The Bee Gees
A Portrait of The Bee Gees című lemez a Bee Gees Japánban 1973-ban kiadott válogatáslemeze.

## Az album dalai
1. Massachusetts (Barry, Robin és Maurice Gibb) – 2:21
2. Holiday (Barry és Robin Gibb) – 2:54
3. First Of May (Barry, Robin és Maurice Gibb) – 2:49
4. I Started A Joke (Barry, Robin és Maurice Gibb) – 3:07
5. Tomorrow Tomorrow (Barry Gibb, Maurice Gibb) – 3:53
6. To Love Somebody (Barry és Robin Gibb) – 2:57
7. I've Gotta Get A Message To You (Barry, Robin és Maurice Gibb) – 3:01
8. Sea of Smiling Faces (Barry, Robin és Maurice Gibb) – 3:07
9. 2 Years on (Barry, Robin és Maurice Gibb) – 3:57
10. Israel (Barry és Robin Gibb) – 3:45
11. I Can Bring Love (Barry Gibb) – 2:06
12. South Dakota Morning (Barry Gibb) – 2:25
13. Come Home Johnny Bridie (Barry Gibb) – 3:50
14. Saw a New Morning (Barry, Robin és Maurice Gibb) – 4:13

## Közreműködők
- Bee Gees